# Ricardo Ferreira
Ricardo José Araújo Ferreira (Mississauga, 25 de noviembre de 1992), más conocido como Ricardo Ferreira, es un futbolista canadiense que juega de defensa.

## Carrera deportiva
Nacido en Canadá, comenzó su carrera en el Toronto F. C. canadiense de la Major League Soccer. En su vuelta a Portugal fichó por el F. C. Oporto en el que jugó en su cantera.
Debutó como sénior en el A. C. Milan, tras fichar en 2011 por el club italiano, y tras no disfrutar de minutos en el Milan, se marchó cedido al Empoli F. C. En el Empoli tampoco tuvo suerte, por lo que regresó a Portugal, ya que fichó por el S. C. Olhanense.
En el Olhanense tampoco disfrutó de minutos, por lo que estuvo cedido en el F. C. Paços de Ferreira donde jugó 10 partidos. A pesar de todo, fichó por el Sporting Clube de Braga, uno de los clubes más importantes de Portugal, en 2015. En el Braga marcó su primer gol en la Liga Europa de la UEFA 2015-16 contra el F. C. Slovan Liberec.
En la temporada 2016-17 jugó 12 partidos y anotó 1 gol, y en la temporada 2017-18 pese a no ser titular con el Braga fue convocado por la selección de fútbol de Portugal para un amistoso con la selección de fútbol de Estados Unidos, disputando los 90 minutos del mismo.

## Selección nacional
Fue internacional con la selección de fútbol de Portugal. En febrero de 2021 aceptó jugar con Canadá, realizando su debut el 29 de marzo en un partido de clasificación para el Mundial de 2022 ante Islas Caimán.

## Clubes
| Club                             | País     | Año       |
| -------------------------------- | -------- | --------- |
| A. C. Milan                      | Italia   | 2011-2013 |
| Empoli F. C. (cedido)            | Italia   | 2012-2013 |
| S. C. Olhanense                  | Portugal | 2013-2015 |
| F. C. Paços de Ferreira (cedido) | Portugal | 2014-2015 |
| S. C. Braga                      | Portugal | 2015-2019 |
| Belenenses SAD                   | Portugal | 2020      |
| S. C. Farense                    | Portugal | 2020-2021 |